# Takanomyia rava
Takanomyia rava là một loài ruồi trong họ Tachinidae.